# Radslot

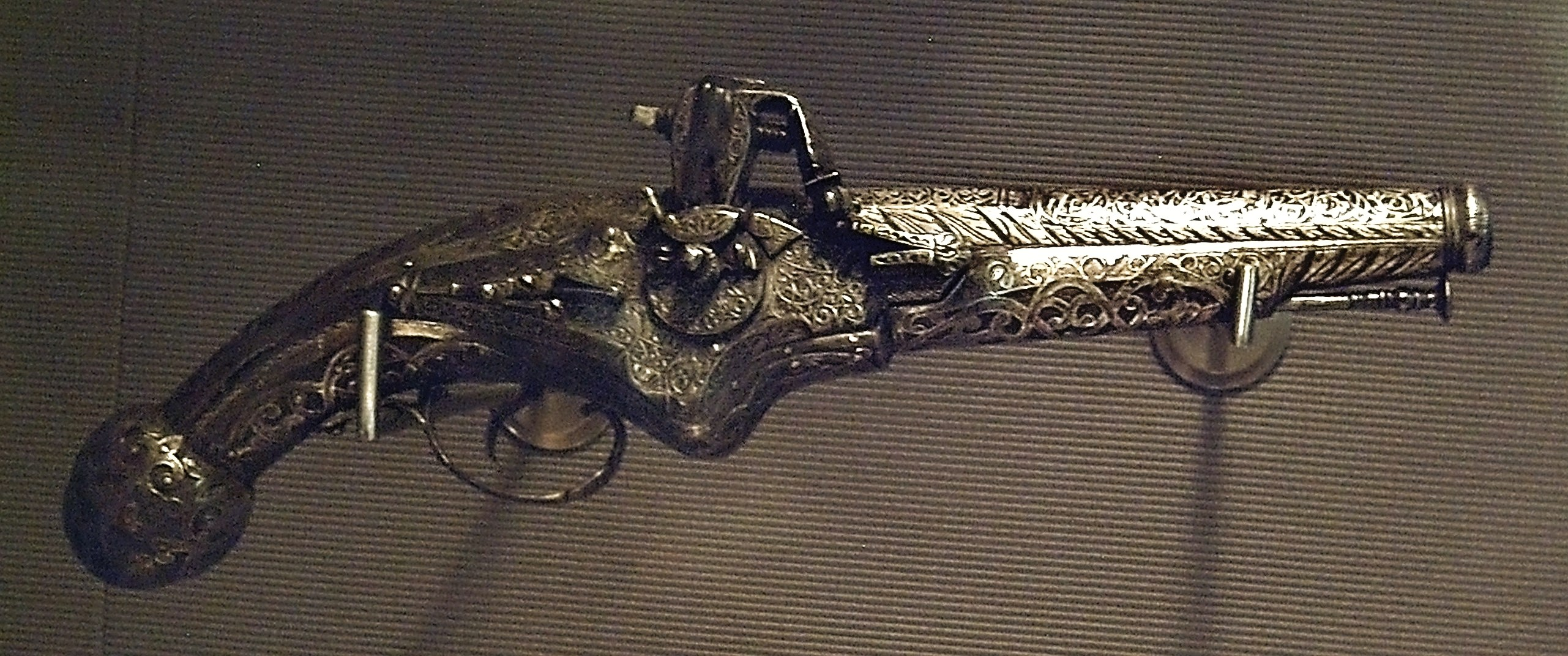
Een 17e-eeuws Spaans radslotpistool

Het radslot is een op vuursteen gebaseerd afvuurmechanisme dat gebruikt werd voor handvuurwapens. Het werd ontwikkeld rond het begin van de 16e eeuw en werd vooral toegepast op pistolen die door de cavalerie werden gebruikt. Ook veel jacht- en sportwapens werden met het radslot uitgerust. 

## Ontstaan
Er is twijfel of deze opvolger van het lontslot een Italiaanse dan wel een Duitse uitvinding betreft. Vermoedelijk was het een langdurig verbeteringsproces met vele deelnemers rond het begin van de 16e eeuw.

### Vroege tekeningen
Een vroeg gedocumenteerd bewijsstuk van het bestaan van een radslot vinden we in  Leonardo da Vinci's Codex Atlanticus. Het mechanisme wordt er niet afgebeeld in een vuurwapen, maar als principe om kruit te laten ontbranden. 
In de Codex Löffelholz van de Nürnbergse patriciër Martin Löffelholz  von Kolberg († 1533) daarentegen is er wel sprake van de combinatie van een radslot met een vuurwapen.

### Vroege geschreven documenten
Een van de eerste geschreven bronnen zijn verbonden met het Koninkrijk Hongarije. Volgens de Codex Hyppolite werd in 1507 een Tsjechische kasteelbediende naar Duitsland gestuurd om een "vuursteengeweer" te kopen, dat later door Peter Lardus, Maior castri van het kasteel in Eger werd geleverd aan Ferrara. Dit vuursteengeweer kan in deze tijdsperiode niets anders geweest zijn dan een radslot, omdat vroege vuursteengeweren pas in de tweede helft van de 16e eeuw werden uitgevonden.

## Werking
Het radslot is voorzien van een bladveer, die voor het afvuren door middel van een sleutel diende te worden gespannen. De bladveer was door middel van een drieschakelige ketting verbonden met een ruw metalen wieltje. Bij het overhalen van de trekker ontspande de veer en draaide het wieltje razendsnel rond. Op het wieltje drukte onder veerdruk een vuursteen van pyriet (zwavelkies) en deze wierp een regen van vonken in de pan met het pankruit, waardoor het schot werd gelost.

## Gebruik
Dit type slot was handiger dan het lontslot: 
- het rookt niet (cfr. het spreekwoord '-'lont ruiken')
- het kan ook in vochtige omstandigheden gebruikt worden
- het is altijd dadelijk gereed voor gebruik (men hoeft geen lont aan te steken)

Voor algemeen militair gebruik was het radslot te duur en te moeilijk om te onderhouden en te repareren. Vooral de vervaardiging van de ketting was erg duur. Het is door zijn hoge prijs altijd een wapen voor de vermogende klasse geweest.
Een demonstratie van de werking ervan vind je hier.

## Vervolg
Het radslot verdween vanaf het midden van de 17e eeuw en werd vervangen door een eenvoudiger systeem, het snaphaanslot en later door het nog eenvoudiger vuursteenslot. 

## Latere vermeldingen en gebruik in de geschiedenis
- Willem van Oranje werd met dit type pistool doodgeschoten door Balthasar Gerards in 1584.
- In een brief van keizer Maximiliaan I in 1517 aan zijn keurvorsten en stadsbesturen spoort hij hen aan om "het gebruik of de vervaardiging te verbieden van kleine of grote geweren die zichzelf ontsteken".[6]
- Uit angst voor een aanslag verbood koningin Elisabeth I de radslotpistolen in Engeland.[7]
- Een mooi voorbeeld is het in 1540-45 door de Münchense wapen- en horlogemaker Peter Peck vervaardigde radslotpistool voor keizer Karel V, dat bewaard wordt in het Metropolitan Museum of Art.[8]
- Maximiliaan I van Beierens persoonlijk exemplaar wordt eveneens bewaard in de MET.[9]